# Ai Yazawa
Ai Yazawa (jap. 矢沢 あい Yazawa Ai; ur. 7 marca 1967 w Osace) – japońska mangaka. Wychowała się w Amagasaki, w prefekturze Hyōgo. Jej pseudonim pochodzi od japońskiego piosenkarza, Eikichi Yazawy, którego jest fanką.
Ai Yazawa zaczęła tworzyć swoje mangi w 1985. W Polsce znana przede wszystkim dzięki Paradise Kiss wydanej przez wydawnictwo Waneko.

## Mangi (w chronologicznej kolejności)
- 15-nenme (1986)
- Love Letter (1987)
- Kaze ni nare! (1988)
- Escape (1988)
- Ballad made soba ni ite (1989, 2 tomy)
- Marine Blue no kaze ni dakarete (1990–1991, 4 tomy)
- Usubeni no arashi (1992)
- Tenshi nanka ja nai (1992–1995, 8 tomów)
- Sąsiedzka opowieść (1995–1998, 7 tomów)
- Kagen no Tsuki (1998–1999, 3 tomy)
- Paradise Kiss (1999–2003, 5 tomów)
- Nana (2000–2009, 21 tomów)
- Princess Ai (2004–2006, 3 tomy) (Ai narysowała postacie. Nie jest twórcą fabuły).